# Aderbar Melo dos Santos Neto
Aderbar Melo dos Santos Neto, meglio noto come Santos (Campina Grande, 17 marzo 1990), è un calciatore brasiliano, portiere dall'Athl. Paranaense, in prestito del Fortaleza.

## Carriera

### Club
Cresciuto nelle giovanili dell'Atlético Paranaense, ha esordito l'11 agosto 2011 in occasione di un match di Coppa Sudamericana perso 1-0 contro il Flamengo.

### Nazionale
A Tokyo 2020 vince la medaglia d'oro, il quarto trofeo della sua carriera.

## Statistiche

### Presenze e reti nei club
Statistiche aggiornate al 17 marzo 2018.
| Stagione        | Squadra             | Campionato      | Campionato | Campionato | Coppe nazionali | Coppe nazionali | Coppe nazionali | Coppe continentali | Coppe continentali | Coppe continentali | Altre coppe | Altre coppe | Altre coppe | Totale | Totale | Totale |
| Stagione        | Squadra             | Comp            | Pres       | Reti       | Comp            | Pres            | Reti            | Comp               | Pres               | Reti               | Comp        | Pres        | Reti        | Pres   | Reti   |        |
| --------------- | ------------------- | --------------- | ---------- | ---------- | --------------- | --------------- | --------------- | ------------------ | ------------------ | ------------------ | ----------- | ----------- | ----------- | ------ | ------ | ------ |
| 2011            | Atlético Paranaense | A1/PR+A         | 0          | 0          | CB              | 0               | 0               | CS                 | 2                  | -2                 |             | -           | -           | 2      | -2     |        |
| 2012            | Atlético Paranaense | A1/PR+B         | 0+1        | 0          | CB              | 0               | 0               |                    | -                  | -                  |             | -           | -           | 1      | 0      |        |
| 2013            | Atlético Paranaense | A1/PR+A         | 23+1       | -27;-2     | CB              | 0               | 0               |                    | -                  | -                  |             | -           | -           | 24     | -29    |        |
| 2014            | Atlético Paranaense | A1/PR+A         | 0+3        | -5         | CB              | 0               | 0               | CL                 | 0                  | 0                  |             | -           | -           | 3      | -5     |        |
| 2015            | Atlético Paranaense | A1/PR+A         | 0+1        | -2         | CB              | 0               | 0               | CS                 | 0                  | 0                  |             | -           | -           | 1      | -2     |        |
| 2016            | Atlético Paranaense | A1/PR+A         | 2+8        | -4;-6      | CB              | 0               | 0               |                    | -                  | -                  | PL          | 0           | 0           | 10     | -10    |        |
| 2017            | Atlético Paranaense | A1/PR+A         | 8+4        | -8;-6      | CB              | 0               | 0               | CL                 | 0                  | 0                  |             | -           | -           | 12     | -14    |        |
| 2018            | Atlético Paranaense | A1/PR+A         | 4+1        | 0;-1       | CB              | 5               | -6              | CS                 | 1                  | 0                  |             | -           | -           | 11     | -7     |        |
| Totale carriera | Totale carriera     | Totale carriera | 56         | -61        |                 | 5               | -6              |                    | 3                  | -2                 |             | 0           | 0           | 64     | -69    |        |

## Palmarès

### Club

#### Competizioni internazionali
- Coppa Sudamericana: 2

Athletico Paranaense: 2018, 2021
- Coppa Libertadores: 1

Flamengo: 2022

#### Competizioni statali
- Campionato Paranaense: 1

Athletico Paranaense: 2019

#### Competizioni nazionali
- Coppa del Brasile: 2

Athletico Paranaense: 2019
Flamengo: 2022

#### Competizioni regionali
- Copa do Nordeste: 1

Fortaleza: 2024

### Nazionale
- Oro olimpico: 1

Tokyo 2020